# Spółka europejska
Spółka europejska (łac. societas europea, skrót: SE) – paneuropejska forma przedsiębiorstwa uregulowana Rozporządzeniem 2157/2001/WE i Dyrektywą 2001/86/WE. Na dzień 31 marca 2017 roku, w Europie zarejestrowanych było 2827 SE.

## Tworzenie spółek europejskich
Spółka europejska może powstać tylko poprzez:
- transgraniczną fuzję spółek akcyjnych mających siedziby na obszarze UE, jeżeli co najmniej dwie z nich podlegają prawu różnych państw członkowskich;
- utworzenie spółki europejskiej jako spółki dominującej w strukturze holdingowej składającej się z krajowych spółek akcyjnych i spółek z ograniczoną odpowiedzialnością;
- utworzenie spółki zależnej przez co najmniej dwie spółki w rozumieniu art. 48 ust. 2 TWE;
- przekształcenie spółki akcyjnej podlegającej wyłącznie prawu krajowemu (szerzej na ten temat poniżej);
- utworzenie przez spółkę europejską innej jednoosobowej spółki w tej formie.

Kapitał zakładowy spółki musi wynosić minimum 120 000 euro.

## Organy spółki europejskiej
Ponieważ w państwach członkowskich UE obowiązują różne sposoby administrowania spółkami akcyjnymi, ustawodawca europejski uwzględnił to, przewidując możliwość wyboru przez akcjonariuszy pomiędzy systemem monistycznym i dualistycznym. Organami spółki są: walne zgromadzenie oraz w przypadku przyjęcia systemu dualistycznego: organ nadzorujący (rada nadzorcza) i organ zarządzający (zarząd) albo wobec przyjęcia systemu monistycznego: organ administrujący stosownie do formy wybranej w statucie spółki (rada administrująca). Polski ustawodawca, z uwagi na to, że przepisy Kodeksu spółek handlowych o spółce akcyjnej oparte są na modelu dualistycznym, uregulował w ustawie szczegółowo model monistyczny. Należy podnieść, że ustawa wprowadza do polskiego prawa spółek nową kategorię funkcjonariusza spółki (właściwego wyłącznie dla spółki europejskiej, w której statucie przyjęto system monistyczny), zwanego dyrektorem wykonawczym, który nie będąc członkiem organu osoby prawnej, ani też kolegialnie nie tworząc takiego organu, pozostaje przedstawicielem spółki.

## Zaangażowanie pracowników
Przepisy regulujące organizację spółki europejskiej gwarantują pracownikom udział w zarządzaniu spółką, co najmniej na takim poziomie zaangażowania, jaki posiadali w spółkach uczestniczących w tworzeniu spółki europejskiej. Zasady standardowego zaangażowania polski ustawodawca uregulował w art. 84-111 ustawy.

## Popularność
Według danych Europejskiego Instytutu Badawczego Związków Zawodowych, instytucji podległej ETUC, do marca 2011 w 22 krajach zarejestrowano 751 SE. Najwięcej rejestracji zanotowano w Czechach (384) i Niemczech (163).